# Gregopimpla inquisitor
Gregopimpla inquisitor là một loài tò vò trong họ Ichneumonidae.